# Ruth Brühl
Ruth Brühl (* 17. Februar 1927 als Ruth Gellissen in Mönchengladbach) ist eine deutsche Schriftstellerin.

## Biographie
Ruth Brühl lebt seit 1931 in Köln. Sie besuchte dort zunächst die Rheinische Musikschule und später die Kölner Werkschule. Seit 1983 veröffentlicht sie Gedichte. Brühl ist Mitglied der Literarischen Gesellschaft Köln.

## Werke (Auswahl)
- Ein neuer Tag. Gedichte zusammen mit Eva Degenhardt, Bad Honnef 1989, Katholisch-Soziales Institut der Erzdiözese Köln, ISBN 978-3-927566-01-9.
- Flügelschlag. Gedichte, Köln 1991, Wolkenstein-Verlag, ISBN 978-3-927861-22-0
- Echolot. Gedichte mit Bildern von Bärbel Preuß, Menden 1993, Verlag der Buchhandlung Daub, ISBN 978-3-928217-09-5.
- Rasterpunkte. Gedichte mit Bildern von Bärbel Preuß, Bad Honnef 1997, ISBN 978-3-930500-01-7.
- Saumpfad. Gedichte mit Bildern von Bärbel Preuß, Bad Honnef 2000, Arbeitsgemeinschaft für Interkulturelle Begegnung, ISBN 978-3-930500-04-8.
- Brandung. Gedichte mit Bildern von Christel Bak-Stalter, Bad Honnef 2002, Arbeitsgemeinschaft für interkulturelle Begegnung e. V., ISBN 978-3-930500-06-2.
- Landeinwärts. Gedichte, Norderstedt 2007, Books on Demand, ISBN 978-3-8334-9539-7.
- Gedichte. Sammelband, Norderstedt 2012, Books on Demand.
- Einzelheiten. Verse und Gedichte, Norderstedt 2020, Books on Demand.